# Irena Degutienė
Irena Degutienė (1 de juny de 1949, Šiauliai, RSS de Lituània, URSS) és un política lituana i membre del partit polític conservador Unió Patriòtica - Democristians Lituans, que ha estat Presidenta del Seimas, el Parlament lituà, i ministra.
Després de graduar-se de secundària, el 1978 va obtenir el títol de medicina i el corresponent doctorat per la Universitat de Vílnius. Durant gairebé vint anys va treballar a l'Hospital de la Creu Roja de Vílnius, primer com a anestesiòloga-reanimatòloga, després com a gastroenteròloga, cap de departament, metgessa en cap adjunta i metgessa en cap, abans de ser nomenada Ministra de Salut el 1994.
El 1996 va ser elegida com a membre del Seimas i reelegida el 2000. Va ser dues vegades la primera ministra de forma interina; la primera ho va ser des del 4 de maig de 1999 fins al 18 de maig de 1999 i la segona des del 27 d'octubre de 1999 fins al 3 de novembre de 1999. També ha ocupat els càrrecs de ministra de Treball i Seguretat Social des de 1996 fins al 2000.
Des del 17 de setembre de 2009 fins al 2012 Irena Degutienė va ser la Presidenta del Seimas, essent aleshores la primera dona a ocupar aquest càrrec en la història de Lituània. Des de 2012 fins al 13 de novembre de 2020 n'ocupà la vicepresidència.

## Premis
Gran Creu de la Gran Orde de Vytautas (2019).